# Corbières FR
| FR ist das Kürzel für den Kanton Freiburg in der Schweiz. Es wird verwendet, um Verwechslungen mit anderen Einträgen des Namens Corbières zu vermeiden. |

Corbières (Freiburger Patois Korbêreⓘ) ist eine politische Gemeinde im Greyerzbezirk des Kantons Freiburg in der Schweiz. Der frühere deutsche Name Korbers wird heute nicht mehr verwendet.
Am 1. Januar 2011 fusionierte Villarvolard mit der Gemeinde Corbières.

## Geographie

Luftbild (1971)

Corbières liegt auf 719 m ü. M., 6 km nordöstlich des Bezirkshauptortes Bulle (Luftlinie). Das ehemalige Bauerndorf erstreckt sich auf einer Geländeterrasse über dem Ostufer des Greyerzersees, am Fuss der Berra.
Die Fläche des 9,6 km² grossen Gemeindegebiets umfasst einen Abschnitt des voralpinen Gebietes im Greyerzerland. Der westlichste Gemeindeteil wird vom Greyerzersee eingenommen, der bei Corbières eine Engstelle aufweist. Ein kleines Gebiet westlich des Stausees im Bereich des Nordabhanges des Waldes Joux d'Everdes gehört ebenfalls zu Corbières. Nach Osten erstreckt sich der Gemeindeboden über die Geländeterrasse, auf der das Dorf liegt, und in einem schmalen Streifen den Hang hinauf bis auf den Berggrat südwestlich der Berra.  Östlich des Grates reicht das Gebiet ins Einzugsgebiet des Javro. Südlich davon wird auf der Vanil des Cours mit 1562 m ü. M. der höchste Punkt von Corbières erreicht. Von der Gemeindefläche der ehemaligen Gemeinde Corbières (bis 2010) entfielen 1997 7 % auf Siedlungen, 38 % auf Wald und Gehölze und 55 % auf Landwirtschaft.
Zu Corbières gehören einige Einzelhöfe. Nachbargemeinden von Corbières sind im Uhrzeigersinn im Norden beginnend Hauteville, Val-de-Charmey, Botterens, Echarlens und Marsens.

## Bevölkerung
Mit 1042 Einwohnern (Stand 31. Dezember 2023) gehört Corbières zu den kleinen Gemeinden des Kantons Freiburg. Von den Bewohnern sind 95,0 % französischsprachig, 4,4 % deutschsprachig und 0,6 % italienischsprachig (Stand 2000). Die Bevölkerungszahl von Corbières belief sich 1850 auf 231 Einwohner, 1900 auf 220 Einwohner. Erst seit 1980 (262 Einwohner) wurde ein deutlich verstärktes Bevölkerungswachstum verzeichnet.
Einwohnerzahlen: Volkszählungsdaten      Zahlen ab 2015 inkl. Villarvolard (Eingemeindung 2011)

## Wirtschaft
Corbières war bis in die zweite Hälfte des 20. Jahrhunderts ein vorwiegend durch die Landwirtschaft geprägtes Dorf. Noch heute haben die Viehzucht und Milchwirtschaft sowie in geringerem Masse der Ackerbau eine gewisse Bedeutung in der Erwerbsstruktur der Bevölkerung. Weitere Arbeitsplätze sind im lokalen Kleingewerbe und im Dienstleistungssektor vorhanden. Von 1932 bis 1976 gab es in Corbières eine Ziegelei. In den letzten Jahrzehnten haben sich die beiden Dörfer Corbières und Villarvolard zu einer Wohngemeinde entwickelt. Viele Erwerbstätige sind deshalb Wegpendler, die in den Regionen Bulle oder Freiburg arbeiten.

## Verkehr
Die Gemeinde ist verkehrstechnisch recht gut erschlossen. Sie liegt an der Hauptstrasse von Freiburg nach Broc. Davon zweigt bei Corbières die direkte Verbindung nach Bulle mit einer Betonbrücke (seit 1931) über den Greyerzersee ab. Durch die Buslinien der Transports publics Fribourgeois, die auf den Strecken von Freiburg via La Roche nach Bulle bzw. Jaun und von Bulle via Corbières nach Broc verkehren, ist Corbières an das Netz des öffentlichen Verkehrs angebunden.

## Geschichte

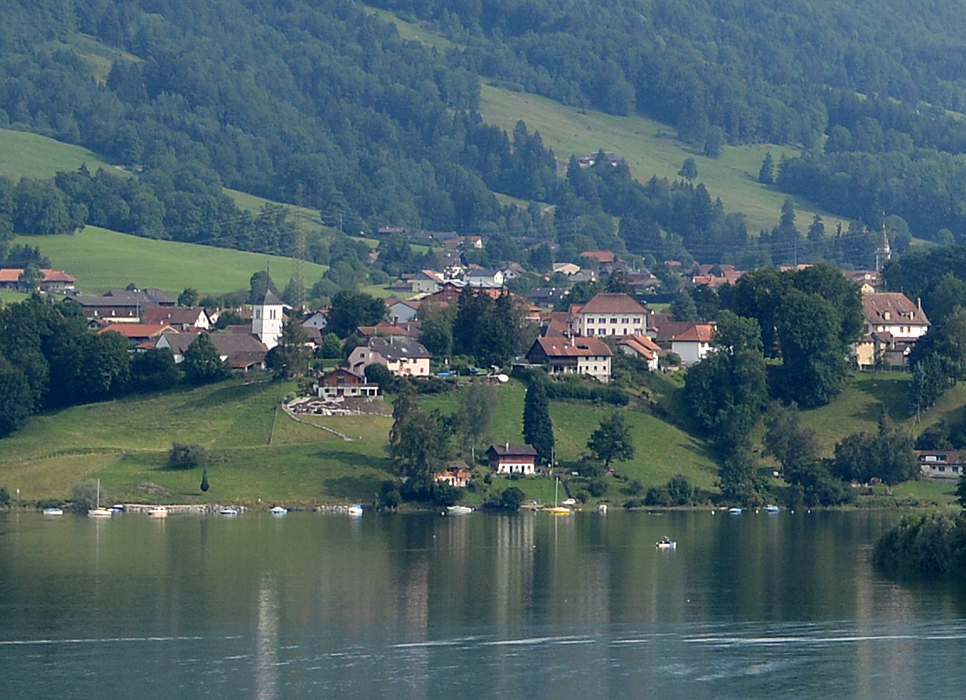
Corbières am Greyerzersee

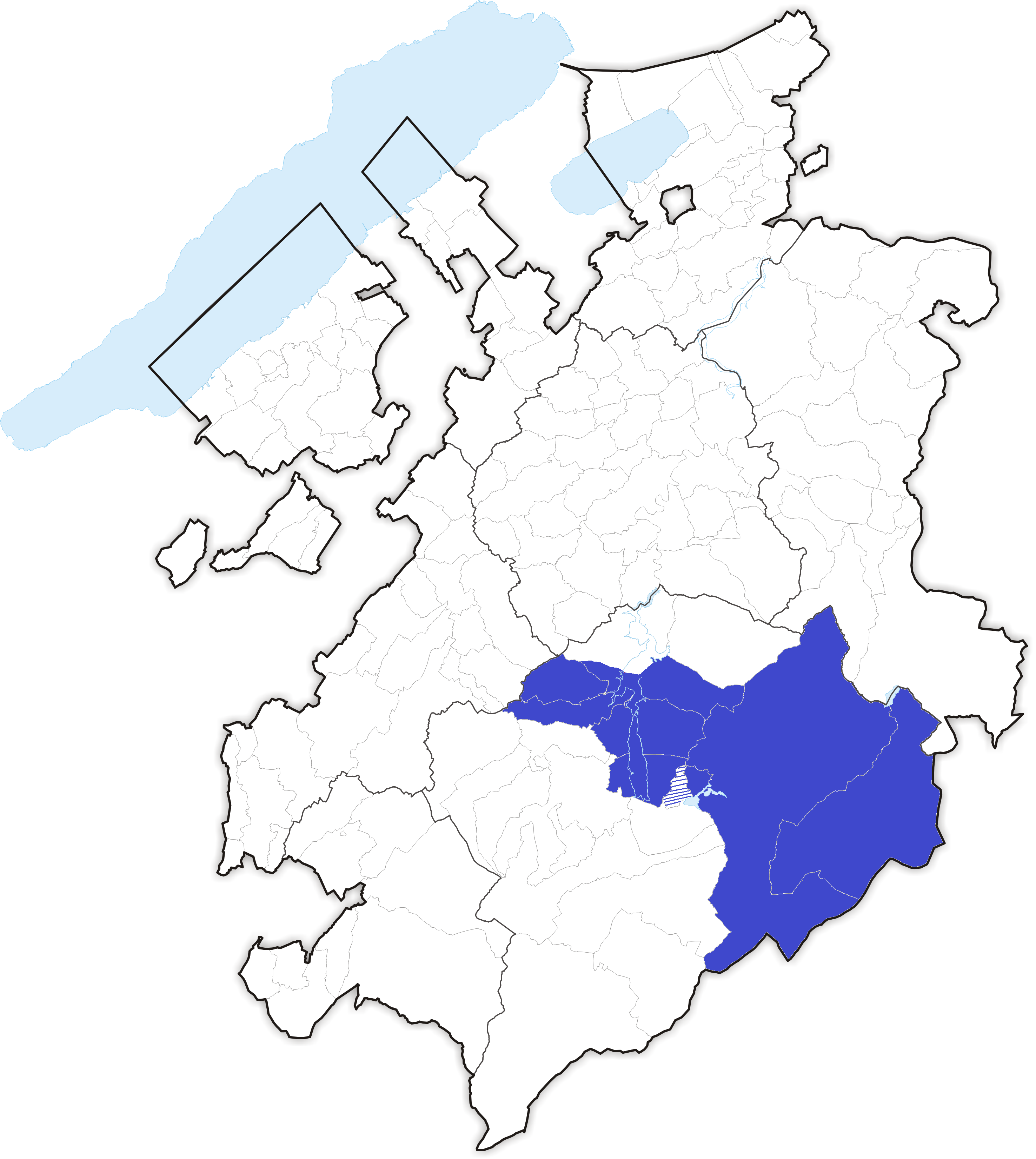
Die Herrschaft Corbières bis 1225

Die erste urkundliche Erwähnung des Ortes erfolgte 1115 unter dem Namen Corbere; auch die latinisierten Namen Corbaria und Corberia sind bezeugt. Seit dem 11. Jahrhundert ist die Herrschaft Corbières belegt. Vermutlich stammten die Herren von Corbières vom gleichen Adelsgeschlecht ab wie die Grafen von Greyerz und die Herren von Grandson. Die Herrschaft umfasste das rechte Ufer der Saane zwischen Broc und La Roche sowie das gesamte Jauntal. Ein kleines Gebiet auf der Westseite der Saane gehörte ebenfalls zu Corbières. Auch die Schenkungen an die Abteien Lac de Joux, Montheron und Hauterive zeugen vom grossen Landbesitz der Herren von Corbières.
Das Städtchen Corbières wurde um 1200 gegründet. Dessen Schicksal war eng mit der Geschichte der Herrschaft Corbières verbunden. Um 1225 wurden die westlich der Saane gelegenen Herrschaftsgebiete in der neuen Herrschaft Vuippens zusammengefasst. Im Jahr 1250 begaben sich die Herren von Corbières zusammen mit den Grafen von Greyerz unter die Lehnshoheit der Savoyer. Zu dieser Zeit erlangten Charmey und Jaun unter den Seitenlinien der Herren von Corbières eine gewisse Eigenständigkeit. Im Verlauf des 14. Jahrhunderts folgte der rasche Niedergang der Herren von Corbières: die Hauptlinie erlosch 1363, während die Seitenlinie von Charmey bereits 1361 ausstarb; nur Jaun blieb bis im 16. Jahrhundert im Besitz einer zweiten Nebenlinie.
Im Jahr 1375 fiel Corbières zusammen mit der gesamten Herrschaft an das Haus Savoyen. Der Marktflecken verlor damals seine erweiterten Rechte, wurde aber immerhin 1390 von den bis dahin an Savoyen zu zahlenden Zinsabgaben befreit. Unter savoyischer Oberhoheit erhielt die Herrschaft Corbières den Rang einer Kastlanei. Durch Kauf kam das Gebiet 1454 an die Grafschaft Greyerz, und 1475 wurde ein Burgrechtsvertrag mit Freiburg abgeschlossen. Aufgrund seiner finanziellen Schwierigkeiten musste Graf Michael von Greyerz die Herrschaft Corbières 1553 an Freiburg verkaufen. Diese richtete die Vogtei Corbières ein, die bis 1798 Bestand hatte. Nach dem Zusammenbruch des Ancien Régime (1798) war Corbières während der Helvetik Hauptort der gleichnamigen Unterpräfektur, die 1803 in den Status eines Bezirkes erhoben wurde. 1848 wurde der gesamte Bezirk Corbières in den Bezirk Gruyère eingegliedert, und Corbières verlor seinen Status als Bezirkshauptort.

## Sehenswürdigkeiten
Von den einstigen zwei Schlössern, die sich auf dem Gemeindegebiet von Corbières befanden, ist heute noch eines erhalten. Dieses Schloss wurde 1560 an der Stelle des Vorgängerbaus von 1250 neu erbaut und war Residenz des von Freiburg eingesetzten Vogtes von Corbières. Es wurde 1750 umgestaltet und besitzt eine relativ niedrige Ringmauer und ein grosses Bernerdach. Die Kirche wurde im 17. Jahrhundert erbaut und 1951 renoviert. Corbières trennte sich 1631 von der Pfarrei Hauteville.